# Hageler Bach
Der Hageler Bach ist ein etwa 13 km langer linker Nebenfluss der Hunte auf dem Gebiet der Gemeinde Großenkneten und der Stadt Wildeshausen im niedersächsischen Landkreis Oldenburg. Der sandgeprägte Tieflandbach wird in seinem Mittellauf, auf dem Gebiet der Bauerschaft Heinefelde, auch Heinefelder Bäke genannt.
Der Hageler Bach entspringt am östlichen Ortsrand von Ahlhorn, vor der Flur Der Westeresch, fließt zunächst in östlicher Richtung, südlich an Hagel vorbei, wendet sich dann nach Norden, durchquert den Weiler Heinefelde, wo er die dortige Wassermühle antreibt, nimmt vor Moorbek von Westen den kleinen Bach Fockenriede und einen weiteren Wasserlauf auf, um östlich von Moorbek in der Flur Der Bramkamp in die Hunte einzumünden. Die Mündung liegt etwa 3 km  nordwestlich von Dötlingen.